# Endurance (matériau)
Pour les articles homonymes, voir Endurance (homonymie).
 (janvier 2022).
Si vous disposez d'ouvrages ou d'articles de référence ou si vous connaissez des sites web de qualité traitant du thème abordé ici, merci de compléter l'article en donnant les références utiles à sa vérifiabilité et en les liant à la section « Notes et références ».
La plupart des matériaux, soumis à des efforts variables, s'endommagent progressivement et, bien qu'ils soient soumis à des efforts maxima inférieurs à leur limite de rupture mais supérieurs à leur limite d'endurance, finissent par se rompre, après fissuration jusqu'à la dimension de fissure appelée taille critique.
La limite d'endurance d'un matériau est la valeur en deçà de laquelle il n'y a pas d'endommagement par fatigue.